# Autassassinofilia
A autassassinofilia é uma parafilia onde a pessoa sente atração sexual ao ter o risco de poder morrer durante o ato. O fetiche pode ser relacionado com outros que também colocam sua vida em risco, como de afogamento ou asfixia. O termo foi introduzido por John Money.